# Список бывших населённых пунктов городского округа Волгоград
С марта 2010 года в состав городского округа «город-герой Волгоград» входит только один населённый пункт — город Волгоград.
Все остальные населённые пункты городского округа были включены в состав Волгограда законом Волгоградской области № 2013-ОД и постановлением Волгоградской областной Думы № 20/652.

## Бывшие населённые пункты городского округа
Общероссийский классификатор территорий муниципальных образований (ОКТМО) на 2009 год содержал следующий перечень населённых пунктов:
- город Волгоград,
- рабочий посёлок Водстрой,
- рабочий посёлок Горьковский,
- рабочий посёлок Гумрак,
- рабочий посёлок Южный,
- посёлок Водный,
- посёлок Горный,
- посёлок Горная Поляна,
- посёлок Гули Королёвой,
- посёлок Заречный,
- посёлок Радужный,
- посёлок Аэропорт,
- посёлок Майский,
- посёлок имени XIX Партсъезда,
- посёлок Соляной,
- село Песчанка,
- хутор Бекетовский Перекат,
- хутор Бобыли,
- хутор Волгострой,
- хутор Зайчики,
- хутор Каменный Буерак,
- хутор Кожзавод,
- хутор Крестовый,
- хутор Лесной,
- хутор Лещев,
- хутор Овражный,
- хутор Павловский,
- хутор Песчаная 1-я,
- хутор Песчаная 2-я,
- хутор Песчаная 3-я,
- хутор Рыбовод.

Указанный перечень населённых пунктов был установлен Законом Волгоградской области от 11 февраля 2008 года .